# Roffey
 Roffey  es una comuna y población de Francia, en la región de Borgoña, departamento de Yonne, en el distrito de Avallon y cantón de Flogny-la-Chapelle.
Su población en el censo de 1999 era de 153 habitantes.
Está integrada en la Communauté de communes du Tonnerrois .

## Demografía
| 205 | 176 | 169 | 187 | 165 | 153 |
| Para los censos de 1962 a 1999 la población legal corresponde a la población sin duplicidades (Fuente: INSEE [Consultar]) |     |     |     |     |     |